# Чапаєва (Малишевський міський округ)
Чапа́єва (рос. Чапаева) — селище у складі Малишевського міського округу Свердловської області.
Населення — 15 осіб (2010, 6 у 2002).
Національний склад станом на 2002 рік: росіяни — 83 %.